# Mel Giedroyc
Melanie (Mel) Clare Sophie Giedroyc [ɡɛdrɔɪtʃ], (Epsom, 5 juni 1968) is een Engels actrice, komiek en tv-presentator. Samen met Sue Perkins heeft ze veel tv-programma's gemaakt, waaronder The Great British Bake Off voor de BBC en de talkshow Mel and Sue voor ITV. Sinds 2015 is zij naast Graham Norton een van de Britse commentatoren van het Eurovisiesongfestival.
Giedroyc is geboren op 5 juni 1968 in Epsom en groeide op in Leatherhead. Ze is aan vaders kant van Pools-Litouwse afkomst en onderdeel van de aristocratische familie Giedroyć. Aan moeders kant is Giedroyc van Engelse afkomst. Op 11-jarige leeftijd verhuisde het gezin naar Oxford. Giedroyc studeerde Frans en Italiaans aan Trinity College in Cambridge.

## Carrière
Giedroyc is vooral bekend van haar comedy- en presentatiewerk met Sue Perkins. Ze vormen samen het duo Mel en Sue. De twee vrouwen ontmoetten elkaar tijdens hun studententijd in Cambridge. Ze waren lid van de comedyclub Footlights. In 1993 stonden ze op de shortlist als beste nieuwkomers op het Edinburgh Festival. Hun eerste presentatieklus was de lunchshow Light Lunch die ze maakten voor Channel 4.
Giedroyc werkte in 2010 opnieuw samen met Sue Perkins om de bakwedstrijd The Great British Bake Off te presenteren op BBC Two. De show verhuisde naar BBC One voor het vijfde seizoen en heeft talloze prijzen gewonnen, waaronder een aantal BAFTA's. In september 2016 werd bekend dat het programma zou verhuizen naar Channel 4. Giedroyc maakte daarop bekend dat zij het programma niet langer zou presenteren.
In mei 2015 werd Giedroyc een van de Britse commentatoren van de halve finales van het Eurovisiesongfestival. Van 2016 tot 2019 presenteerde Giedroyc het programma Eurovision You Decide waarin de Britse deelnemer werd gekozen.
Op 13 mei 2023 was Giedroyc voor de BBC de co-commentator bij de finale van het Eurovisiesongfestival, samen met Graham Norton. Terwijl presentatrice Hannah Waddingham het optreden van Armenië aankondigde, verscheen Giedroydc al boter karnend achter de presentatrice. Dit was een verwijzing naar de Poolse inzending uit 2014 en haar eigen Poolse achtergrond.

## Privéleven
Giedroyc is getrouwd en heeft twee dochters.

## Filmografie
| Jaar                         | Titel                                       | Rol                              |
| ---------------------------- | ------------------------------------------- | -------------------------------- |
| 1996                         | French and Saunders                         | Verschillende rollen             |
| 1996                         | The Vicar of Dibley                         | Mary Tinker                      |
| 1997–98                      | Light Lunch                                 | Co-presentator                   |
| 1998                         | Late Lunch                                  | Co-presentator                   |
| 2005                         | Blessed                                     | Sue Chandler                     |
| 2006                         | Mist: The Tale of a Sheepdog Puppy          | Stem van Mist                    |
| 2006                         | Richard Hammond's 5 O'Clock Show            | Co-presentator                   |
| 2008–2011                    | Sorry, I've Got No Head                     | Verschillende rollen             |
| 2010                         | Miranda                                     | Life coach                       |
| 2010–16                      | The Great British Bake Off                  | Co-presentator                   |
| 2011–14                      | Sadie J                                     | Ms. V                            |
| 2013, 2016, 2017, 2022, 2023 | Have I Got News for You                     | Gastpresentator                  |
| 2014                         | Draw It!                                    | Presentator                      |
| 2014                         | Collectaholics                              | Presentator                      |
| 2014                         | Vertigo Road Trip                           | Presentator                      |
| 2015–16                      | Now You See It                              | Verteller                        |
| 2015                         | The Gift                                    | Co-presentator                   |
| 2015                         | Mel and Sue                                 | Co-presentator                   |
| 2015                         | Relatively Clever                           | Presentator                      |
| 2015                         | Eurovisiesongfestival 2015                  | Co-commentator                   |
| 2015                         | The Sound of Music Live                     | Frau Schmidt                     |
| 2016–19                      | Eurovision: You Decide                      | Presentator                      |
| 2016                         | Eurovisiesongfestival 2016                  | Co-commentator                   |
| 2016                         | Horrible Histories                          | Verschillende rollen             |
| 2017                         | Let It Shine                                | Co-presentator                   |
| 2017                         | The Secret Chef                             | Verteller                        |
| 2017                         | Let's Sing and Dance for Comic Relief       | Co-presentator                   |
| 2017                         | Taskmaster                                  | Zichzelf, deelnemer              |
| 2017                         | Eurovisiesongfestival 2017                  | Co-commentator                   |
| 2017                         | Pitch Battle                                | Presentator                      |
| 2017                         | Children in Need                            | Co-presentator                   |
| 2017                         | Mary, Mel and Sue's Big Christmas Thank You | Co-presentator                   |
| 2017–                        | Letterbox                                   | Presentator                      |
| 2018                         | The Generation Game                         | Co-presentator                   |
| 2018                         | Eurovisionsongfestival 2018                 | Woordvoerder Verenigd Koninkrijk |
| 2020–                        | Hitmen                                      |                                  |
| 2021–                        | Mel Giedroyc: Unforgivable                  | Presentator                      |
| 2021                         | Strictly Come Dancing Christmas Special     | Deelnemer                        |
| 2021–2022                    | One Night In...                             | Verteller                        |
| 2021–2022                    | Handmade: Britain's Best Woodworker         | Presentator                      |
| 2022                         | The Really Really Rude Puppet Show          | Presentator                      |
| 2023                         | Eurovisiesongfestival 2023                  | Co-commentator                   |